# Christian Daniel Benecke

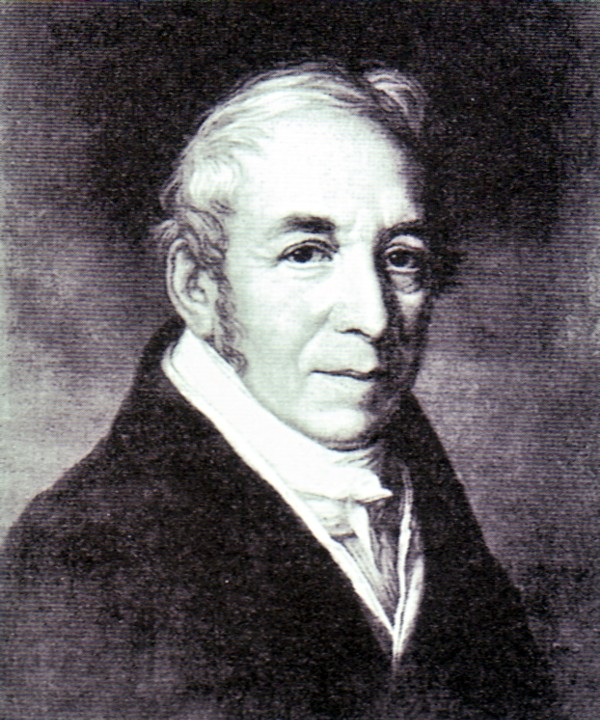
Christian Daniel Benecke auf einem Gemälde von Friedrich Carl Gröger (1836)

Christian Daniel Benecke (* 7. Mai 1768 in Mönchsroth; † 5. März 1851 in Hamburg) war ein Kaufmann und Hamburger Bürgermeister.

## Leben

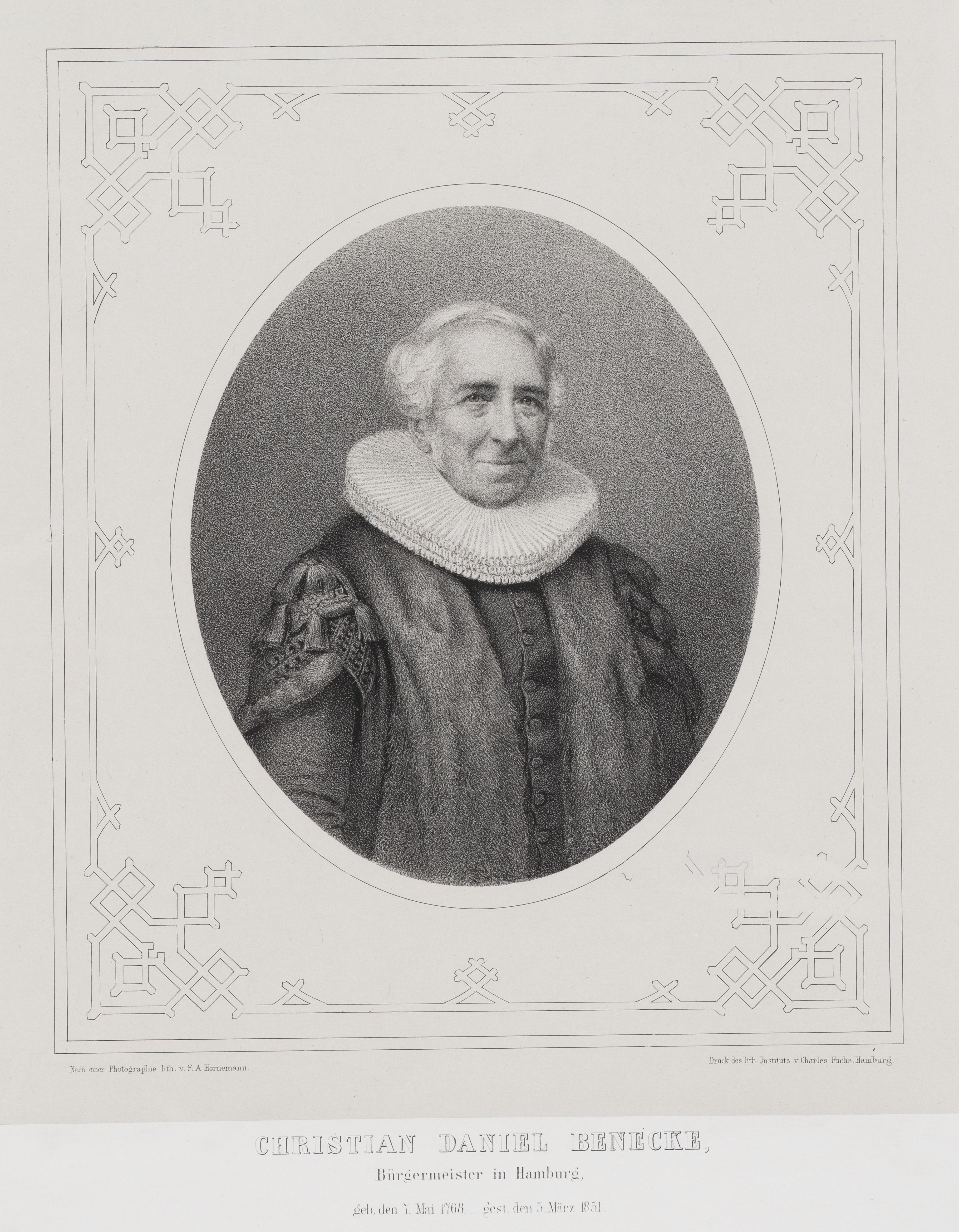
Benecke auf einem Stich von Friedrich Adolph Hornemann

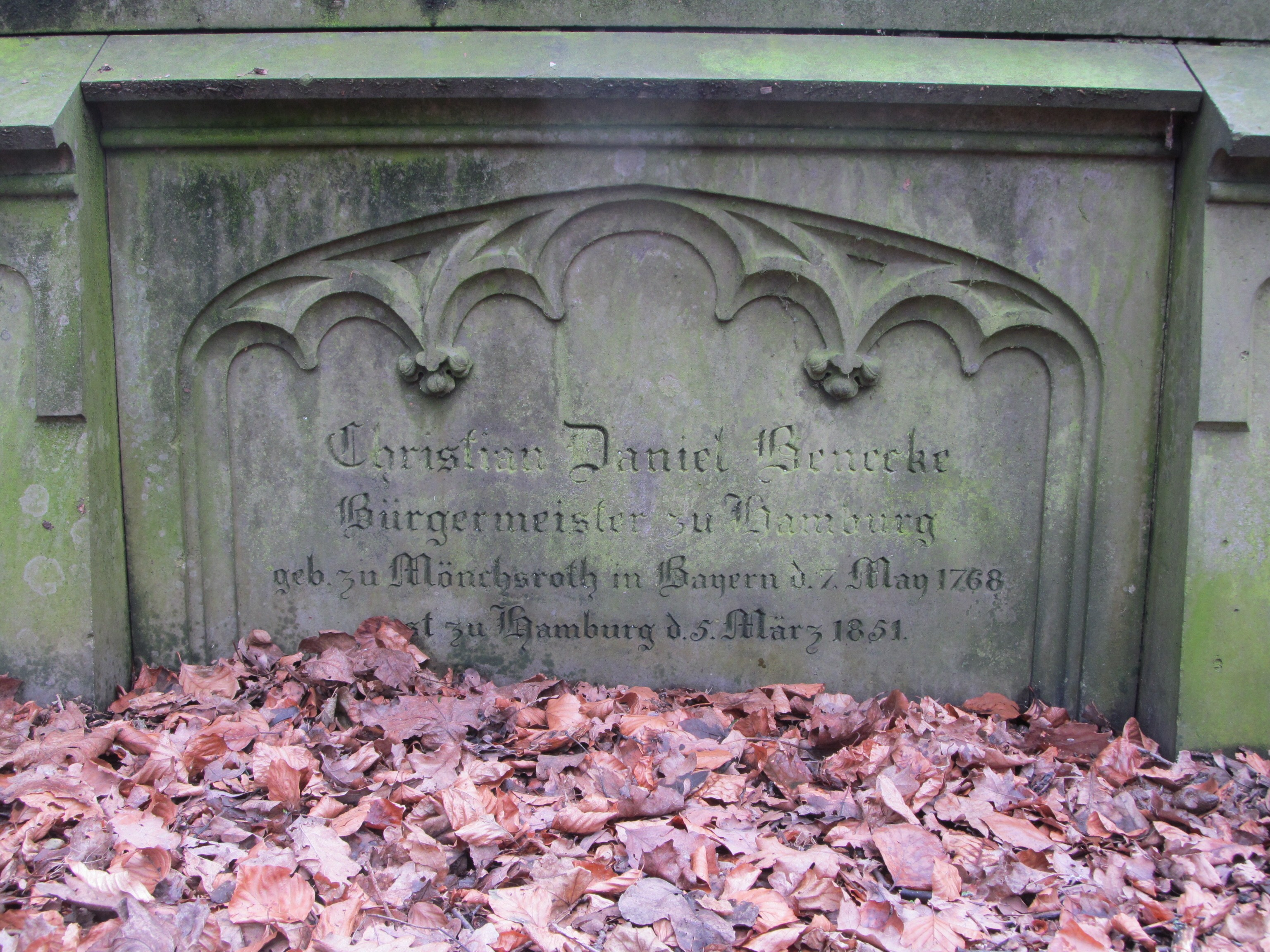
Epitaph für Benecke am Familiengrabmal Merck im Jacobipark in Hamburg-Eilbek

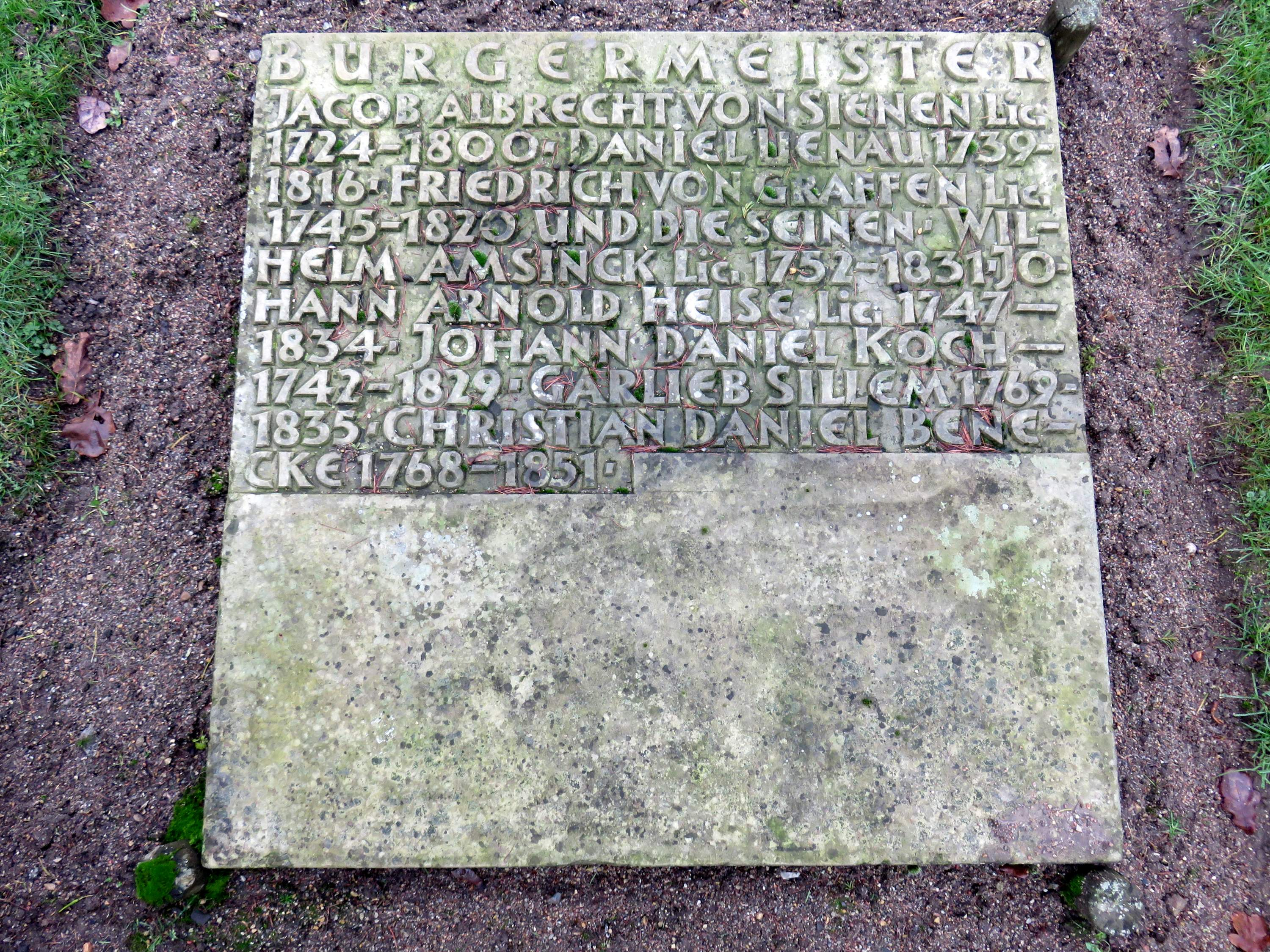
Sammelgrabmaltafel Althamburgischer Gedächtnisfriedhof

Der Sohn des fürstlich-oettingischen Oberamtmanns Johann Jacob Benecke († 1807) und Bruder des späteren Philologen Georg Friedrich Benecke (1762–1844) wuchs seit seinem siebten Lebensjahr bei seiner Großmutter in Nördlingen auf, wo er vom Onkel in Religion unterrichtet wurde. Nach einer kaufmännischen Ausbildung in Augsburg (bei H. G. Hildebrandts Erben) ging er zunächst nach Amsterdam und später nach Nantes. Dort erlebte er die Wirren der französischen Revolutionskriege und versuchte daher 1793, nach Amerika auszuwandern. Sein Schiff, die Bremer Brigg Union, wurde jedoch bei den Azoren von den Spaniern aufgebracht, und die Passagiere zunächst in Cádiz gefangengehalten. Dort fand Benecke vorübergehend eine Stelle bei einem deutschen Kaufmann namens Gundelach, bevor er im Sommer 1794 auf einer holländischen Fregatte nach Amsterdam zurückreiste.
Von dort aus übersiedelte er zum 17. April 1796 nach Hamburg, wo er mit Amsterdamer Partnern ein gemeinsames Geschäft unter dem Namen Benecke & Co. eröffnete und 1806 auch das Hamburger Bürgerrecht erwarb. Bereits 1802 hatte er das Ehrenamt des Armenpflegers übernommen, wobei er die Zahl der Armen festzustellen, ihre Bedürfnisse zu ermitteln und vorhandene Gaben an sie zu verteilen hatte. 1812 wurde er Mitglied der Handelskammer und Beisitzer am Niedergericht. Im Sommer 1813 wurde er von Generalgouverneur Louis-Nicolas Davout als Mitglied des Munizipalrates ernannt; der Munizipalrat hatte unter französischer Herrschaft sowohl den Rat (Senat) als auch die Bürgerschaft ersetzt, und hatte dreißig Mitglieder. Der Munizipalrat bestand bis zum 26. Mai 1814 und wurde dann vom Rat aufgelöst. Die Mitglieder des Munizipalrates wurden vom Rat ersucht, den Rat für eine kurze Zeit weiter zu unterstützen.
Im Juli 1813 gehörte er zur  Hamburger Delegation, die erfolglos zu Napoleon in Dresden eine Herabsetzung der von Davout verlangten Kontribution von 48.000.000 Franken zu erwirken suchte. Doch die Gesandtschaft wurde nicht einmal empfangen, und als die Stadt mit der Zahlung in Verzug geriet, wurde Benecke mit anderen angesehenen Kaufleuten als Geisel nach Harburg gebracht.
Nach dem Ende der Franzosenherrschaft wurde er am 13. September 1815 in den Senat gewählt. Dort übernahm er u. a. das Amt des Landherrn der Landherrenschaft von Bill- und Ochsenwerder und musste dort 1825 die Folgen einer schweren Sturmflut bewältigen. Um die Not der betroffenen Landbevölkerung zu lindern, bildete er mit Jenisch und Abendroth eine Commission der Wasserschäden, die Spenden auftrieb und verteilte.
Benecke bewohnte ein Stadthaus am Theerhof Nr. 63 (später Nr. 45) und pflegte das Landleben in seinem Garten an der Elbe in Övelgönne, wo er Pflanzen zog und 1826 auch den Vorsitz der Kommission für den neu gegründeten Botanischen Garten übernahm.
Nachdem er sich 1827 sich von allen Handelsgeschäften zurückgezogen hatte, um sich ganz den öffentlichen Aufgaben widmen zu können, wurde Benecke am 2. März 1835 zum Bürgermeister gewählt. Bei dem großen Hamburger Brand 1842 führte er den Vorsitz im Senat und hatte unter anderem in der Nacht vom 5./6. Mai über die zur Eindämmung des Feuers erfolgte Sprengung des (alten) Hamburger Rathauses zu entscheiden. Als Bürgermeister war er außerdem Patron des Armenhospitals in der Vorstadt St. Georg und kaufte 1841 und 1844 zwei Grundstücke, deren Zinsertrag den Lebensunterhalt mehrerer bedürftiger Frauen sicherte. Er unterhielt zudem aus eigenen Mitteln eine Suppenküche, die jeden Tag 300 Arme mit einer warmen Mahlzeit versorgte. Nach seinem Tode vermachte er ein Drittel seines Vermögens an wohltätige Einrichtungen der Stadt, darunter das Rauhe Haus und den Sievekingschen Diakonieverein. 
Begraben wurde Benecke in der Familiengruft des mit ihm befreundeten Senators Heinrich Johann Merck auf dem neuen Jacobi-Friedhof an der Chaussee nach Wandsbek, dem heutigen Jacobipark in Eilbek. Das Grabmal ist noch heute erhalten. Im Bereich des Althamburgischen Gedächtnisfriedhofs des Ohlsdorfer Friedhofs wird auf dem (II.) Sammelgrabmal Bürgermeister unter anderem an Christian Daniel Benecke erinnert. 